# Jesús Elizalde
Jesús Elizalde Sainz de Robles (Viana, 1907 - Vejer de la Frontera, 1980) fue un abogado y político carlista de origen navarro, hermano del requeté muerto en campaña Ángel Elizalde Sainz de Robles y yerno de Francisco de Paula Ureña, un escritor, periodista y poeta tradicionalista.

## Biografía
Fue delegado de las Juventudes Tradicionalistas navarras en 1934, siendo elegido diputado a Cortes en las elecciones de febrero de 1936 por el Bloque de Derechas.
Al inicio de la Guerra civil fue miembro de la Delegación de Prensa y Propaganda adscrita a la Junta Central Carlista de Guerra de Navarra. Fue voluntario requeté con el grado de teniente. De mayo de 1937 a marzo de 1939 fue asesor político del mando de la Milicia de FET y de las JONS, y en mayo de 1938 miembro de su Junta política.
Tras la guerra se instaló en Madrid y en agosto de 1940 y fue asesor de su Diputación Provincial. En noviembre sería secretario de la casa de Navarra.
Colaboró con El Pensamiento Navarro. Fue jefe regional y presidente de la Junta Carlista navarra entre septiembre de 1942 y octubre de 1944, siendo a su vez en 1943 miembro de la Junta Nacional carlista.
En 1957 reconoció a Juan de Borbón como rey tradicionalista.